# Johann Friedrich Berwald
Johann Friedrich Berwald, född 18 eller 22 mars 1711 i Königsberg in der Neumark, död 11 juni 1789 i Ludwigslust, var en tysk flöjtist.
Berwald var son till Johann Gottfried Berwald, d.ä. i tyska musiksläkten Berwald och liksom sin far före honom ”Kunstpfeiffer” i Königsberg. Efter anställningar i Köpenhamn och Hohenaspe i blev Berwald medlem av det Mecklenburg-Schwerinska hovkapellet i Ludwigslust 1770. Han var gift fyra gånger och hade 21 barn av vilka 11 nådde mogen ålder. Bland andra Johann Gottfried Berwald, d.y., Christian Friedrich Georg Berwald, Christine Sophie Louyse Berwald, Georg Johann Abraham Berwald och Friedrich Wilhelm Carl Berwald.